# الرابطة البرلمانية 2014–15
الرابطة البرلمانية 2014–15 (بالإنجليزية: 2014–15 Isthmian League)‏ هو موسم من دوري إسثميان. كان عدد الأندية المشاركة فيه 64، وفاز فيه Hendon F.C. ‏.